# Venom/Spider-Man: Separation Anxiety
Venom/Spider-Man: Separation Anxiety è un videogioco picchiaduro a scorrimento, sequel del videogioco del 1994 Spider-Man and Venom: Maximum Carnage, sviluppato per Sega Mega Drive e Super Nintendo, ed in seguito convertito per PC, nel quale uno o due giocatori possono combattere insieme nei panni di Spider-Man e Venom per combattere contro i malvagi seguaci di Carnage.
Nel videogioco fanno brevi apparizioni anche Capitan America, Ghost Rider, Occhio di Falco e Daredevil.